# Grand Palais
Grand Palais des Champs-Élysées, almindeligvis kendt som Grand Palais, er et stort historisk sted, udstillingshal og museumskompleks beliggende på Champs-Elysees i 8. arrondissement i Paris, Frankrig. Opførelsen af Grand Palais begyndte i 1897 efter nedrivningen af Palais de l'Industrie som en del af forberedelsesarbejdet til Exposition Universelle i 1900, som også omfattede opførelsen af det tilstødende Petit Palais og Pont Alexandre III. Siden 2000 har Grand Palais været beskyttet som et monument historique af det franske kulturministerium.
Bygningsværket blev bygget i stil med Beaux-Arts arkitektur som undervist på École des Beaux-Arts i Paris. Bygningen afspejler bevægelsens smag for rige udsmykninger gennem bygningens stenfacader, udformningen af dens grundplan og brugen af teknikker, der var innovative på det tidspunkt, som f.eks. dens glashvælving, dets struktur lavet af jern og lette jernopbygning og anvendelsen af armeret beton.

## Historie
På en af bygningens pedementer, kaldes Grand Palais for et "monument dedikeret af republikken til den franske kunsts herlighed", hvilket afspejler bygningens oprindelige formål, nemlig at huse de store kunstneriske begivenheder i Paris. Arkitektkonkurrencen var hård og kontroversiel og resulterede i sidste ende i at kontrakten blev tildelt en gruppe af fire arkitekter, Henri Deglane, Albert Louvet, Albert Thomas og Charles Girault, hver med et særskilt ansvarsområde.

Hovedrummet, næsten 240 meter langt, blev bygget med et jern-, stål- og glashvælvet tag, hvilket gør det til den sidste af de store gennemsigtige strukturer inspireret af Londons Crystal Palace, som var nødvendig for store sammenkomster af mennesker før opfindelsen og udbredelsen af elektricitet. Hovedrummet var oprindeligt forbundet med de andre dele af bygningen langs en øst-vest akse med en stor trappe i en stil, der kombinerer græsk-romersk og jugendstil, men grundplanen er siden blevet ændret. 
Eksteriøret af Grand Palais kombinerer en imponerende klassisk stenfacade med et oprør af jernarbejde i jugendstil og en række allegoriske statuegrupper, som inkluderer arbejde fra skulptører Paul Gasq, Camille Lefèvre, Alfred Boucher, Alphonse-Amédée Cordonnier og Raoul Verlet. En monumental quadriga i bronze af Georges Récipon topper hver fløj af hovedfacaden. Den ene på Champs-Élysées side skildrer udødelighed, der hersker over tid, den ene på Seinen-siden skildrer harmoni, der sejrer over kaos.

Indvielsen af Grand Palais fandt sted den 1. maj 1900, og fra begyndelsen var paladset sted for forskellige former for udstillinger ud over de påtænkte kunstudstillinger. Disse omfattede en ridekonkurrence, der fandt sted årligt fra 1901 til 1957, men var primært dedikeret til innovation og modernitet: bilen, luftfarten, husholdningsapparater og så videre. Kunstudstillingernes gyldne tidsalder i lokalerne varede i omkring tredive år, mens den sidste fandt sted i 1947. Den første store retrospektive udstilling af Henri Matisses værker efter hans død blev afholdt på Grand Palais.
Bygningskonstruktionen havde problemer selv før bygningen var færdig; hovedsageligt fordi bygningen sank ned i jorden grundet et lavere vandspejl. Bygherrerne forsøgte at kompensere for synkningen og jordens tilbøjelighed til at flytte sig ved at synke støttepunkter ned til fastere jord, da opførelsen ikke kunne forsinkes. Disse foranstaltninger var kun delvist succesfulde.

Yderligere skader opstod, da bygningen var i brug: Overdreven tryk anvendt på strukturelle bygningskomponenter under installationen af visse udstillinger som Exposition Internationale de la Locomotion Aérienne og syreafstrømning fra hesteshows. Yderligere problemer på grund af opførelsen af selve bygningen afdækkedes i løbet af tiden. Forskellige ekspansionshastigheder og sammentrækninger mellem støbejernet og stålelementerne, for eksempel, tillod vand at trænge ind, hvilket førte til korrosion og yderligere svækkelse af bygningen. Da et af glaspanelerne endelig faldt ned i 1993, skulle hovedrummet lukkes for restaureringsarbejde og blev ikke fuldt åbnet for offentligheden indtil 2007. 

## Krigstid og Grand Palais
Grand Palais tjente som et militærhospital under Første Verdenskrig, hvor der blev ansat lokale kunstnere, der ikke havde været udsendt til fronten for at dekorere hospitalsværelser eller udforme forme til proteser.
Nazisterne brugte også bygningen under besættelsen af Frankrig i 2. Verdenskrig. Først udnyttet som depot for lastbiler, senere husede bygningen to nazistiske propagandaudstillinger.
Den parisiske modstandsbevægelse anvendte Grand Palais som hovedkvarter under Paris' Befrielse. Den 23. august 1944 blev en fremrykkende tysk kolonne beskudt fra et vindue på Avenue de Sèlves, og tyskerne reagerede med et tankangreb på Palais. Angrebet antændte hø, der var opsat til et cirkusshow, og i løbet af de næste 48 timer forårsagede tyk sort røg fra ilden alvorlig skade på bygningen. Den 26. august blev amerikanske jeeps parkeret i midterskibet, efterfulgt af tanks, der afsluttede befrielsen af bygningen.

## Grand Palais i dag
Grand Palais har en stor politistation i kælderen, hvis betjente hjælper med at beskytte udstillingsudstillingerne i de nationale museumslokaler, især billedudstillingen "saloner": Salon de la Société Nationale des Beaux-Arts Salon d'Automne, og Salon Comparaisons. Bygningens vestfløj indeholder også et videnskabsmuseum, Palais de la Découverte.
Bygningen var værtstedet for 2010 World Fencing Championships.
Til Monumenta-udstillingen i 2011 (11. maj til 23. juni) blev billedhuggeren Anish Kapoor bestilt til at skabe den midlertidige indendørs installation, Leviathan, en enorm struktur (ca. 775.000 kvadratmeter), der fyldte halvdelen af den største udstillingshal Grand Palais.
Grand Palais blev brugt i Tour de Frances sidste etape i 2017 som led i kampagnen til Paris' 2024 Sommer OL værtskabsbud. Rytterne red gennem bygningen en route til Champs Élysées. Med Paris enstemmigt tildelt værtskabet for Sommer-OL i 2024, vil Palais blive brugt til fægtning- og taekwondo-arrangementer.